# Gynacantha dobsoni
Gynacantha dobsoni – gatunek ważki z rodziny żagnicowatych (Aeshnidae).